# Pevný odkaz

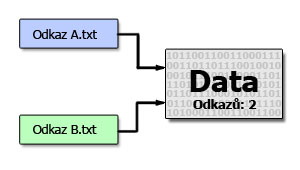
Dva pevné odkazy ukazující na jeden soubor

Pevný odkaz nebo tvrdý odkaz, anglicky hard link, hardlink (někdy též link, viz terminologie níže) označuje v informatice alternativní odkaz na soubor. Data uložená v souborovém systému jsou tak přístupná pomocí více jmen, přičemž není podstatné, které jméno je pro jejich dosažení použito. Pevné odkazy jsou implementovány tak, že je v adresáři vytvořeno nové jméno, které odkazuje na již existující metadata popisující data příslušného souboru. Ve většině operačních systémů není možné používat pevné odkazy na adresáře (viz dále). Pevný odkaz je alternativou k symbolickému odkazu.

## Terminologie
Pro označení anglického hard link se v češtině používají výrazy pevný či tvrdý odkaz, nebo se pracuje s anglickým výrazem link. V současné době anglický výraz link majoritně označuje URL (v překladu odkaz), a proto je zde preferován, přestože však v češtině také zcela přesně neoznačuje původní význam slova (spojení, kloub, kadeř…).

## Omezení
Odkazy jen na souboryPevné odkazy mohou obvykle odkazovat jen na soubory. Na adresáře je to možné jen za podmínky, že operační systém bude v systému souborů poměrně komplikovaným způsobem udržovat nejen odkazy na podřízené adresáře, ale i odkazy na nadřízené adresáře (jinak by při použití odkazu na nadřízený adresář mohla vzniknout smyčka).
Omezený dosahNa rozdíl od symbolických odkazů mohou mít pevné odkazy cíl pouze uvnitř svého souborového systému (oddílu), protože obsahují prostý odkaz na metadata (bez identifikace souborového systému).
Hledání všech odkazůPři výpisu adresáře můžeme snadno zjistit, že počet odkazů na data souboru je větší než 1, ale pro nalezení ostatních odkazů musíme projít celý systém souborů, což je velmi náročné. Též se při průchodu systémem souborů komplikuje vynechání duplicitních odkazů na stejná data.
Problematická aktualizace datPři aktualizaci programů, na které odkazuje více pevných odkazů, je potřeba nejprve smazat všechny odkazy a teprve pak vytvořit nové soubory. Pokud by byl smazán jen jeden odkaz a vytvořen nový soubor, bude původní druhý odkaz obsahovat starší verzi programu (souboru). Jak bylo výše uvedeno, nalezení všech odkazů může být náročné. Z tohoto důvodu se obvykle místo pevných odkazů používají raději symbolické odkazy.

## Unixové systémy
V unixových systémech je pevný odkaz jménem souboru v adresáři, které v souborových systémech typu UFS odkazuje na existující i-node. Při vytvoření pevného odkazu je uvnitř i-node zvětšen čítač odkazů. Po vytvoření není možné zjistit, které jméno bylo původní, obě jsou rovnocenná. Při smazání pevného odkazu je čítač v i-node snížen o jedničku, avšak samotná data jsou na disku uvolněna (resp. místo na disku je označeno jako nepoužívané) až po smazání posledního odkazu.
Pro zjištění, kolik jmen souborů ukazuje na daný soubor, můžeme použít příkaz stat nebo se podívat na číslo v druhém sloupci ve výpisu adresáře příkazem ls -l.

Pevný odkaz vytvoříme příkazem: 
```
$ 
ln
 
jméno_cíle
 
[
jméno_pev_odkazu
]

```

## Microsoft Windows
V Microsoft Windows lze pevný odkaz vytvořit pouze v systému souborů NTFS a to buď programem fsutil hardlink utility (pouze pro Windows XP a novější) nebo příkazem mklink (Windows Vista a novější). Další alternativa je použít nějakou jinou aplikaci, jako například FAR manager (opensource).